# Jon Alpert
Jon Alpert é um jornalista e cineasta americano. Como reconhecimento, foi nomeado ao Oscar 2013 na categoria de Melhor Documentário em Curta-metragem por Redemption.